# 'Neile Alina 'Mantoa Fanana
'Neile Alina 'Mantoa Fanana (nascida em 1945) é uma advogada do Lesoto. Ela foi nomeada ouvidora-geral do Lesoto em 2010 e foi a primeira advogada do país.

## Carreira
'Neile Alina' Mantoa Fanana nasceu em 1945. Fanana foi premiada com um grau de Bacharel em Arte em Direito pela Universidade Nacional do Lesoto em 1980. Ela posteriormente frequentou a Universidade de Edimburgo, no Reino Unido, onde foi recebeu um Bacharel em Direito e um Mestrado em Filosofia. Fanana continuou dando palestras na Universidade Nacional e recebeu mais formação em direitos humanos, direito internacional humanitário e resolução de conflitos. Em 1989, apresentou um artigo sobre o tratamento de mulheres sob a lei de herança no Lesoto a um seminário jurídico regional.
Após a restauração da democracia no Lesoto em 1993, Fanana trabalhou com o Ministério da Justiça, Direitos Humanos e Serviços Correcionais para melhorar a administração e reduzir a corrupção. Ela também ajudou a trazer nova legislação para melhorar os direitos das mulheres e das crianças, assim como restringir a lavagem de dinheiro e a corrupção. Fanana foi nomeada Conselheira do Rei, um status conferido aos advogados de primeiro escalão, em 2009. Em 2010, Fanana tornou-se reitora e pró-vice-chanceler da Universidade Nacional. Escreveu para o Lesotho Law Journal sobre os direitos dos cidadãos ao abrigo da Carta Africana dos Direitos do Homem e dos Povos, dos direitos das mulheres e do dualismo jurídico.
Fanana foi nomeada ouvidora-geral para o Lesoto pelo rei Letsie III do Lesoto em 14 de outubro de 2010, a terceira pessoa a ocupar o cargo. Ela começou o seu mandato de quatro anos no papel em 30 de novembro, substituindo Sekara Mafisa, que havia cumprido dois mandatos completos. Fanana é a primeira mulher a ocupar o cargo. As suas funções são investigar reclamações feitas por cidadãos contra membros do governo ou agências governamentais.